# Jesús María (California)
Jesús María es un área no incorporada ubicada en el condado de Calaveras en el estado estadounidense de California.

## Geografía
Jesús María se encuentra ubicada en las coordenadas 38°17′08″N 120°38′51″O / 38.28556, -120.64750.